# Manfredo Settala (scienziato)
Manfredo Settala (Milano, 8 marzo 1600 – Milano, 6 febbraio 1680) è stato uno scienziato e collezionista italiano.

## Biografia

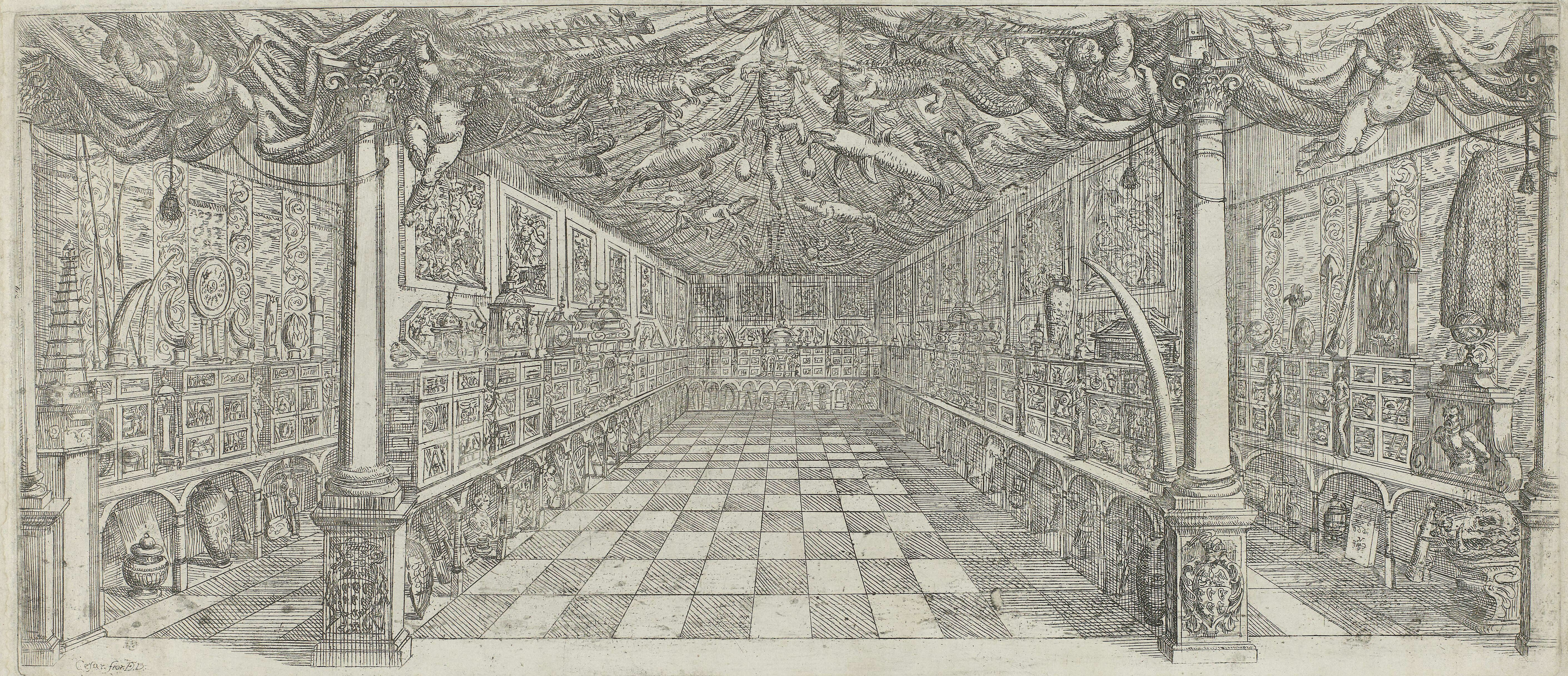
Il cosiddetto Musaeum septalianum

Manfredo Settala nacque l'8 marzo 1600 da un casato di antica nobiltà. Il padre di Manfredo, il celebre medico Ludovico Settala, aveva sposato Anna di Arona, dalla quale aveva avuto diciotto figli, di cui quattro maschi. Le femmine erano state avviate alla vita religiosa e introdotte nell'Ordine di San Paolo; dei maschi, il primo, Claudio Francesco, divenne gesuita; il secondo, Senatore, divenne medico come il padre; l'ultimo, Carlo Andrea, divenne vescovo di Tortona.
A quindici anni Manfredo visitò Mantova, allora al culmine del suo splendore, e rimase particolarmente affascinato dalla raccolta di meraviglie custodita nel Palazzo ducale.
Compiuti gli studi di lettere, retorica e filosofia al Collegio gesuitico di Brera, iniziò a Pavia gli studi di Giurisprudenza, che proseguì prima a Siena, dove strinse sincera amicizia con Fabio Chigi, futuro papa Alessandro VII, e infine a Pisa, dove si laureò in utroque iure.
In Toscana maturò l'intenzione di un viaggio in Oriente, ma faticò a convincere il padre Ludovico a trovargli appoggi e finanze per poterlo intraprendere, a causa delle difficoltà economiche in cui versava la famiglia. Riuscì infine a partire per la Sicilia sulle galeee del granduca e di lì proseguì per l'Oriente, con tappe a Otranto, Cipro, Ascalona, Gaza in Palestina, Alessandria d'Egitto, Smirne, Efeso, Costantinopoli: tale viaggio si svolse verosimilmente fra il 1622 e il 1629. Sbarcato a Livorno, tornò a Milano, portando con sé i materiali naturalistici ed etnografici che era riuscito a recuperare durante il viaggio e che lui stesso definiva «oggetti turcheschi». Avviatosi allo stato clericale, il 18 marzo 1628 ricevette gli ordini minori dal cardinal Federico Borromeo, il quale, nel 1631, lo promosse al suddiaconato, conferendogli anche un canonicato presso la Basilica di San Nazaro in Brolo.
Nell'aprile del 1655 Manfredo si recò a Roma andò per assistere all'incoronazione di Alessandro VII, l'antico condiscepolo senese Fabio Chigi.
Settala morì a Milano il 6 febbraio 1680. La commemorazione ufficiale fu affidata al gesuita Giovanni Battista Pastorini. A Brera si tenne un'accademia funebre, recitata dagli studenti di Retorica: Manfredo Septalio Academia funebris publice habita in Classe Rhetoricae Collegii Braydensis Societatis Iesu, Mediolani, apud Impressores Archiepisc., MDCLXXX.
Manfredo Settala non pubblicò mai nulla; la sua fama è legata al suo museo o galeria, vasta collezione ospitata in diverse sale del palazzo di famiglia, composta da circa tremila pezzi tra opere d'arte, reperti archeologici, strumenti musicali,  macchine, manufatti e curiosità etnografiche raccolte durante i suoi viaggi in Oriente. Oltre ai visitatori illustri (come John Evelyn o Balthasar de Monconys), dettero fama al Musaeum septalianum i ricchi cataloghi a stampa (1664, 1666, 1677).

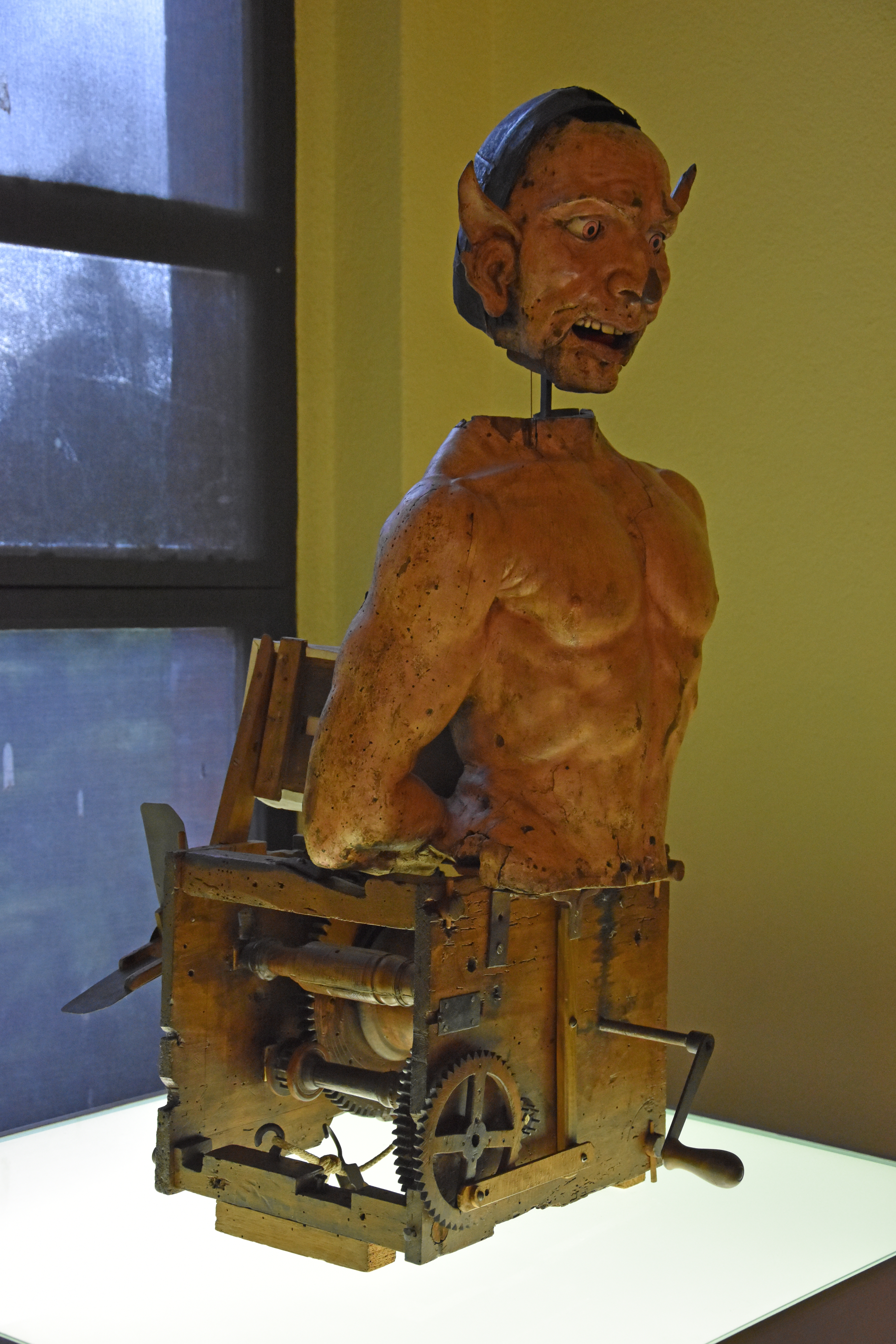
Milano, Musei del Castello Sforzesco, Diavolo automa di Settala

La celebre collezione fu lasciata per via testamentaria alla Biblioteca Ambrosiana di Milano. Negli anni '70 del Novecento tuttavia l'istituzione ne decise la dispersione, cedendone i pezzi a svariate istituzioni.